# Automerella rubicunda
Automerella rubicunda är en fjärilsart som beskrevs av William Schaus 1892. Automerella rubicunda ingår i släktet Automerella och familjen påfågelsspinnare. Inga underarter finns listade i Catalogue of Life.